# دین زمین‌محور
دین‌های زمین‌محور (انگلیسی: Earth religion) نظام دینی مبتنی بر احترام به پدیده‌های طبیعی است. شامل هر دینی است که پرستش زمین، طبیعت یا خدای باروری، مانند اشکال مختلف پرستش الهه مادر را می‌پرستد. یا مذهب مادرسالاری برخی ارتباطی بین پرستش زمین و فرضیه گایا پیدا می‌کنند. ادیان زمینی نیز به گونه ای تدوین شده‌اند که به فرد امکان می‌دهد از دانش حفظ زمین استفاده کند.

## ادعاهای مبدأ توسط منابع دین زمینی
به گفته ماریا گیمبوتاس، جوامع قبل از هند و اروپایی در جوامعی در مقیاس کوچک و مبتنی بر خانواده زندگی می‌کردند که جانشینی مادرزادی و دین الهه محور را انجام می‌دادند. جایی که خلقت از زن سرچشمه می‌گیرد. او مادر الهی است که می‌تواند زندگی ببخشد و آن را بگیرد. در اساطیر ایرلندی او دانو، در اساطیر اسلاوی او مات زملیا، و در فرهنگ‌های دیگر او پاچاماما، نینسون،  ترا، نیو کوآ، Matres یا شاکتی است.
در اواخر دهه ۱۸۰۰، جیمز ویر مقاله‌ای نوشت که آغاز و جنبه‌های احساس مذهبی اولیه را توصیف کرد. به گفته بویر، انسان‌های اولیه مجبور بودند برای زنده ماندن، غذا و سرپناهی پیدا کنند، در حالی که دائماً توسط غرایز و حواس خود هدایت می‌شدند. از آنجا که وجود آنها به طبیعت وابسته بود، انسان‌ها شروع به شکل‌گیری دین و اعتقادات خود در موضوع طبیعت و اطراف آن کردند. او استدلال می‌کند که بدیهی است که دین اول بشریت باید از دنیای مادی توسعه می‌یافت، زیرا انسان‌ها به شدت به حواس خود متکی بودند. به این معنا، پرستش طبیعت شکل گرفت و به انسان این امکان را داد که برای بقا بیشتر به طبیعت وابسته باشد.
نئوپاگانیسم کوشیده‌اند ادعا کنند که دین به گونه ای آغاز شده که مطابق با دین زمین‌محور است. در یکی از آثار منتشر شده آنها به نام «کتاب یورنشیا» دلیل دیگری برای این پرستش طبیعت ناشی از ترس از جهان پیرامون انسان بدوی است. ذهن انسان اولیه فاقد عملکرد پیچیده پردازش و غربال کردن ایده‌های پیچیده بود. در نتیجه، انسان همان موجودی را که هر روز او را احاطه کرده بود، می‌پرستید. آن موجود طبیعت بود. انسان‌ها پدیده‌های طبیعی مختلفی مانند طوفان، بیابان‌های وسیع و کوه‌های عظیم را در اطراف خود تجربه کردند. از جمله اولین بخش‌هایی از طبیعت که مورد پرستش قرار گرفت، صخره‌ها و تپه‌ها، گیاهان و درختان، حیوانات، عناصر، اجرام بهشتی و حتی خود انسان بودند. هنگامی که انسان بدوی راه خود را از طریق پرستش طبیعت طی کرد، در نهایت به سمت ورود ارواح به پرستش خود رفت.
منشأ دین را می‌توان از دریچه عملکرد و پردازش ذهن انسان نگریست. پاسکال بویر پیشنهاد می‌کند که برای طولانی‌ترین مدت زمان، مغز به عنوان یک عضو ساده از بدن در نظر گرفته می‌شد. با این حال، او ادعا می‌کند که اطلاعات بیشتر جمع‌آوری‌شده دربارهٔ مغز نشان می‌دهد که مغز در واقع یک «لوح خالی» نیست. انسان‌ها فقط از محیط و محیط اطراف خود هیچ اطلاعاتی نمی‌آموزند. آنها تجهیزات شناختی پیچیده‌ای را به دست آورده‌اند که آنها را آماده می‌کند تا اطلاعاتی که به دست می‌آورند را در فرهنگ خود تجزیه و تحلیل کنند و تعیین کنند کدام اطلاعات به یکدیگر مرتبط است و چگونه آنها را به کار گیرند. بویر بیان می‌کند که "داشتن مغز انسان عادی به معنای داشتن دین نیست. تمام چیزی که نشان می‌دهد این است که مردم می‌توانند آن را کسب کنند، که بسیار متفاوت است. او پیشنهاد می‌کند که ادیان به دلایل پاسخ‌گویی به انسان‌ها، آسایش بخشیدن، نظم اجتماعی به جامعه و برآوردن نیاز ماهیت توهم‌خواه ذهن انسان آغاز شده‌اند. در نهایت، دین به دلیل نیاز ما به پاسخگویی به سؤالات و حفظ نظم اجتماعی به وجود آمد.
یک ایده اضافی در مورد منشأ دین نه از رشد شناختی انسان، بلکه از میمون ناشی می‌شود. باربارا جی. کینگ استدلال می‌کند که انسان‌ها با اطرافیان خود ارتباط عاطفی دارند و این تمایل به ارتباط از تکامل آنها از میمون‌ها ناشی شده‌است. نزدیکترین خویشاوند به نوع انسان میمون آفریقایی است. در بدو تولد، میمون شروع به مذاکره با مادرش در مورد آنچه که برای زنده ماندن می‌خواهد و نیاز دارد، می‌کند. دنیایی که میمون در آن متولد می‌شود، از خانواده و دوستان نزدیک اشباع شده‌است. به همین دلیل، احساسات و روابط نقش بسیار زیادی در زندگی میمون دارند. واکنش‌ها و پاسخ‌های آن به یکدیگر ریشه و ریشه در حس تعلق دارد که از وابستگی آن به مادر و خانواده میمون ناشی می‌شود. تعلق داشتن به این صورت تعریف می‌شود: «مهم بودن برای کسی که برای شما مهم است… دریافت احساسات مثبت از روابطمان.» این حس و میل به تعلق، که در میمون‌ها شروع شد، تنها زمانی رشد کرد که انسانیان (جد انسان) از دودمان میمون‌ها که تقریباً شش تا هفت میلیون سال پیش رخ داد، فاصله گرفت.
همان‌طور که تغییرات شدید در محیط، تحولات فیزیکی در بدن انسان (به ویژه در رشد مغز انسان) و تغییرات در کنش‌های اجتماعی رخ داد، انسان‌ها از تلاش برای ایجاد پیوندها و روابط همدلانه با دیگران فراتر رفتند. همان‌طور که فرهنگ و جامعه آنها پیچیده‌تر شد، آنها شروع به استفاده از اعمال و نمادهای مختلف برای درک دنیای طبیعی و معنوی اطراف خود کردند. انسان‌ها به‌جای تلاش برای یافتن تعلق و همدلی از روابط با دیگران، خدا و ارواح را خلق کردند و تکامل دادند تا این نیاز و کاوش را برآورده کنند. کینگ استدلال کرد که «نیاز زمینی به تعلق به تخیل دینی انسان و در نتیجه به قلمرو اخروی ارتباط با خدا، خدایان و ارواح منجر شد».

## ادیان فراگیر
اصطلاح «دین زمین» شامل هر دینی می‌شود که زمین، طبیعت یا خدایان یا الهه‌های باروری را می‌پرستد. مجموعه‌ای از گروه‌ها و عقایدی وجود دارند که در زیر گروه دین زمین قرار می‌گیرند، مانند پاگانیسم که دینی چندخدایی و مبتنی بر طبیعت است. جاندارانگاری که این جهان بینی است که همه موجودات زنده (گیاهان، حیوانات و انسان‌ها) دارای روح هستند. ویکا، که مفهوم الهه مادر زمین و همچنین اعمال جادوی آیینی را دارد و دروئید که الوهیت را مساوی با عالم طبیعت می‌داند.
دیدگاه دیگری از دین زمین که باید مورد توجه قرار گیرد، همه‌خدایی است که رویکردی متفاوت به اهمیت و هدف زمین و رابطه انسان با کره زمین دارد. چندین بیانیه اصلی آنها به ارتباط مشترک انسانها با سیاره می‌پردازد و اعلام می‌کند که "همه ماده، انرژی و حیات وحدت به هم پیوسته‌ای هستند که ما بخشی جدایی ناپذیر از آن هستیم و ما بخشی جدایی ناپذیر از طبیعت هستیم که باید با تمام زیبایی و تنوع باشکوه آن را گرامی بداریم، احترام بگذاریم و حفظ کنیم. ما باید تلاش کنیم تا در هماهنگی با طبیعت در سطح محلی و جهانی زندگی کنیم.
زمین همچنین برای بسیاری از مردمان ولتایی نقش حیاتی ایفا می‌کند، که بسیاری از آنها "زمین را همسر بهشت می‌دانند مانند کونکومبا شمال غنا، که اقتصادی، زندگی اجتماعی و مذهبی به شدت تحت تأثیر زمین است. همچنین در نظر گرفتن ادیان مختلف بومیان آمریکا، مانند دین پیوته، دین لانگ هاوس و دین لژ زمینی مهم است.